# Azureothecium
Azureothecium är ett släkte av svampar. Azureothecium ingår i klassen Eurotiomycetes, divisionen sporsäcksvampar och riket svampar.
|               | Pyrenulales                                  |
|               |                                              |
|               | Onygenales                                   |
|               |                                              |
|               | Verrucariales                                |
|               |                                              |
|               | Eurotiales                                   |
|               |                                              |
|               | Chaetothyriales                              |
|               |                                              |
|               | Mycocaliciales                               |
|               |                                              |
|               | Coryneliales                                 |
|               |                                              |
|               | Ascosphaerales                               |
|               |                                              |
|               | Arachnomycetales                             |
|               |                                              |
|               | Monascaceae                                  |
|               |                                              |
|               | Strigulaceae                                 |
|               |                                              |
|               | Eremascaceae                                 |
|               |                                              |
|               | Amorphothecaceae                             |
|               |                                              |
|               | Rhynchomeliola                               |
|               |                                              |
|               | Sarcinomyces                                 |
|               |                                              |
|               | Cyanopyrenia                                 |
|               |                                              |
|               | Calyptrozyma                                 |
|               |                                              |
|               | Arthropycnis                                 |
|               |                                              |
|               | Rhynchostoma                                 |
|               |                                              |
| Azureothecium | \| \| Azureothecium australiense \| \| \| \| |
|               | \| \| Azureothecium australiense \| \| \| \| |
|               | Azureothecium australiense                   |
|               |                                              |

|  | Azureothecium australiense |
|  |                            |